# Lac de Chésery
Der Lac de Chésery ist ein kleiner Bergsee in der Region Chablais im Schweizer Kanton Wallis.
Der See ist nicht zu verwechseln mit dem Lacs des Chéserys bei Chamonix, Frankreich.

## Lage
Der See liegt auf einer Höhe von 1891 m ü. M. auf dem Gebiet der Gemeinde Monthey.
Er befindet sich in der Nähe des gleichnamigen Passes Col de Chésery an der französisch-schweizerischen Grenze, im Einzugsgebiet der Rhône. Im Westen wird der See vom Pointe de Chésery dominiert.
Wenig oberhalb des Sees liegt der Lac Vert sowie die Berghütte Refuge de Chésery - Lac Vert.

## Zugang
Man erreicht den See von Morgins kommend über die Alp Tovassière (1689 m) oder vom Val d’Illiez kommend über den Portes de l’Hiver resp. Portes du Soleil.
Von den Bergstationen der beiden Sesselbahnen auf den Pointe des Mossettes ist der See in etwa 45 Minuten erreichbar.